# フェルナンド (グアルダ公)
フェルナンド・デ・ポルトゥガル（Fernando, Infante de Portugal, 1º Duque da Guarda e 1º Senhor de Trancoso, 1507年6月5日 - 1534年11月7日）は、ポルトガルの王子。マヌエル1世とその2番目の王妃マリア・デ・アラゴンの間の第5子、三男（父王にとっては4番目の息子）。グアルダ公およびトランコゾ領主。

## 生涯
兄王ジョアン3世の意向により、1530年に富裕な女子相続人だったマリアルヴァ女伯およびロレ女伯ギオマール・コウティーニョ（Guiomar Coutinho）と結婚し、アブランテスに居を構えた。公爵夫妻は結婚の翌年に長女ルイーザ（1531年 - 1534年）をもうけた。1533年には男児が生まれるが、誕生直後に亡くなった。フェルナンドは長女が夭折した1カ月後に27歳で世を去った。未亡人となったギオマールもその翌月に後を追うように逝去した。